# Eels Lake
Eels Lake är en sjö i Kanada.   Den ligger i countyt Peterborough County och provinsen Ontario, i den sydöstra delen av landet, 200 km väster om huvudstaden Ottawa. Eels Lake ligger 350 meter över havet. Arean är 9,3 kvadratkilometer. Den sträcker sig 6,7 kilometer i nord-sydlig riktning, och 7,1 kilometer i öst-västlig riktning.
I omgivningarna runt Eels Lake växer i huvudsak blandskog. Runt Eels Lake är det mycket glesbefolkat, med 2 invånare per kvadratkilometer.